# Guiomar Novaes
Guiomar Novaes, född 28 februari 1895 i São João da Boa Vista,  São Paulo, död 7 mars 1979 i São Paulo, var en brasiliansk klassisk pianist.

## Biografi
Novaes föddes 1895 i São João da Boa Vista i det inre av delstaten  São Paulo, som dotter till Ana de Carvalho Meneses och Manuel José da Cruz Novaes. Hon var nummer 17 i en barnaskara av 19 barn. Familjen flyttade några år efter hennes födelse till São Paulo. Där studerade hon piano först med Eugenio Nogueira och sedan för Luigi Chiafarelli. År 1902 gav hon sin första offentliga konsert.
År 1909 reste Novaes 15 år gammal till Europa för vidare pianostudier. Där blev hon antagen som student vid  konservatoriet i Paris, efter att ha tagit första pris vid inträdesproven bland en av över 300 aspiranter. På konservatoriet studerade hon i två år för Isidor Philipp. Efter examen 1911, turnerade hon i Frankrike, England, Tyskland, Schweiz och Italien. Hon återvände sedan till São Paulo, där hon 1922 gifte sig med kompositören Octávio Pinto. Deras romans bestod bland annat av att de skickade vykort till varandra med nedskrivna noter av olika musikstycken.
Fram till 1972 turnerade hon extensivt, med framträdanden i Sydamerika, Nordamerika och Europa. Hon spelade bland annat vid invigningen av Queen Elizabeth Hall i London 1967. Novaes var särskilt uppskaddad som interpretör av Frederic Chopin, Robert Schumann och andra romantiska kompositörer. Hon spelade också ofta musik av sydamerikanska kompositörer, inklusive stycken av Heitor Villa-Lobos och av hennes make Octávio Pinto.

## Omdömen
Claude Debussy prisade henne för styrkan i hennes totala inre koncentration. Isidor Philipp ansåg att hon var en naturkraft. Musikkritikern James Huneker såg henne som pampans  Paderewski.